# Matild Manukyan

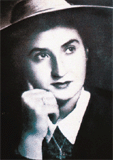
Matild Manukyan

Matild Manukyan (armenisch Մաթիլդ Մանուկյան, geboren um 1916 in Istanbul; gestorben am 17. Februar 2001 ebenda) war eine türkische Geschäftsfrau armenischer Abstammung (Türkiye Ermenileri, armenisch Թրքահայեր Trkahajer). Sie investierte erfolgreich in Immobilien, war Zuhälterin und erwarb ein Vermögen im Bordell-Gewerbe, wodurch sie in Istanbul in den 1990er Jahren fünf Jahre in Folge die Steuerzahlerin mit dem höchsten Steueraufkommen war.

## Leben
Manukyan wurde in Istanbul, im damaligen Osmanischen Reich, in eine aristokratische armenische Familie geboren. Nach dem Abschluss an der französischsprachigen Schule Lycée Notre Dame de Sion Istanbul, war sie als Haute-Couture-Damenschneiderin für westliche Elite von Istanbul tätig. Ihr Ehemann starb früh, so dass sie sich und ihren Sohn allein ernähren musste.
Manukyan vermietete die Gebäude, die sie von ihrem Vater im Rotlichtviertel von Karaköy geerbt hatte, an Bordellbesitzer. Einer der Zuhälter übergab ihr seinen Betrieb als Ausgleich für seine Schulden. Im Laufe der Jahre expandierte Manukyan und baute eine Bordell-Kette mit 32 Etablissements auf.
Sie investierte ihre umfangreichen Einnahmen aus der Sexindustrie in Immobilien. In den 1990er Jahren war Manukyan mehrere Jahre in Folge die Steuerzahlerin mit dem höchsten Steueraufkommen in Istanbul und erhielt dafür Ehrungen und schriftliche Anerkennung von der Steuerbehörde und Spitzenpolitikern, darunter Staatspräsident Turgut Özal. Ihre Sammlung von Zertifikaten und Anerkennungen stellte sie in ihrem Heim in Şişli aus. Ansehen genoss sie auch wegen ihrer Spendentätigkeit für Krankenhäuser und wohltätige Einrichtungen.
Am 28. September 1995 wurde Matild Manukyan in einem Attentat lebensgefährlich verletzt. Sie musste sich als Folge zwölfmal operieren lassen und erlitt bleibende Schäden. Manukyans Darstellung nach galt der Anschlag nicht ihr selbst, sondern ihrem Fahrer und Leibwächter.
1996 änderte sich ihre Situation jedoch, nachdem sie unter dem Vorwurf festgenommen worden war, minderjährige Prostituierte zu beschäftigen. In demselben Jahr erklärte sie, zum Islam übergetreten zu sein. Öffentliche Empörung rief ihr Antrag hervor, eine Moschee bauen zu dürfen. Der vom türkischen Staat ernannte oberste Kleriker der Türkei, Mehmet Nuri Yılmaz, ergriff jedoch für sie Partei mit Hinweis auf ein Edikt des Propheten Mohammed, demzufolge ein Konvertit zum Islam von allen zuvor begangenen Sünden gereinigt sei.
In einem Interview erklärte sie, etwa 70 Businesscenter und 500 Wohnungen in Istanbul, 200 in Yalova, drei Fünf-Sterne-Hotels in Antalya und Alanya, 10 Villen in Kyrenia, Nordzypern und eine Fabrik im Exportgeschäft in Istanbul zu besitzen. Sie gab auch an, dass sie ein Hotel in Deutschland mit 100 Betten bauen werde und eine Flotte von etwa 220 Taxis unterhalte. Sie besaß einen Rolls-Royce, vier Mercedes und BMWs und eine 18-m-Yacht in der Kalamış Marina in Istanbul.
Manukyan starb am 17. Februar 2001 in Istanbul im Alter von 84 Jahren in ihrer Istanbuler Wohnung. Die Trauerfeier fand in der Kirche Surp Yerrortutyun (Սուրբ Երրորդութիւն Եկեղեցի, Beyoğlu Üç Horan Ermeni Kilisesi) in Beyoğlu statt. Beigesetzt wurde Manukyan auf dem Şişli Ermeni Mezarlığı (Armenischen Friedhof Şişli). Ihr einziger Erbe ist ihr Sohn Kerope Çilingir, der in den Vereinigten Staaten aufgewachsen ist.
Noch Jahre nach Manukyans Tod erhoben ehemalige Prostituierte öffentlich schwere Vorwürfe gegen sie und ihr Bordell-Imperium wegen erzwungener Prostitution als Minderjährige und anderer Ausbeutungspraktiken und verklagten unter anderem Manukyans Sohn auf Schadenersatz wegen vorenthaltener Sozialversicherungsbeiträge.

## Rezeption im Film
Manukyan wurde 2006 in der TV-Miniserie Meçhule Gidenler (dt. Die in die Unsicherheit gehen) von Bülent Pelit porträtiert. Sie wurde von Ahu Tuğba gespielt.